# Tóka (Őrség)
A tóka vízgyűjtésre szolgáló mély gödör, kicsiny tó, tócsa, tavacska. A benne összegyűjtött vizet a háziállatok itatására, a kerti növények öntözésére, valamint mosásra és tisztálkodásra is használták. Főleg az Őrségben elterjedt ezeknek a vízgyűjtő gödröknek a használata.

## Környezetvédelmi jelentősége
A tókák korábbi használata mára az állattartás visszaesése miatt jelentősen csökkent, ezért többükben kétéltűek telepedtek meg, többek közt különböző védett gőtefajok: pettyes gőte, alpesi tarajosgőte, dunai tarajos gőte, alpesi gőte. Az elhagyott, gondozatlan tókákat a bennük lerakódó növényi hulladékok (avar, fűszálak) és a part felől benyúló vízinövények bizonyos idő elteltével egyre sekélyebbé teszik és ez a folyamat végül teljesen megszünteti a gőték vizes élőhelyeit. A tókák megszűnésének másik módja a kiszáradás, amikor a szokásostól kevesebb csapadékmennyiség nem képes pótolni az elpárolgott vízmennyiséget.
Bizonyos helyeken a tókákba halakat telepítenek, amely egyúttal a helyi gőteállomány megcsappanását és eltűnését vonja magával, mivel a halak elfogyasztják a gőték ivadékait.